# Дворкович, Александр Викторович
Алекса́ндр Ви́кторович Дворко́вич (род. 19 февраля 1967 года, Москва) — российский физик и специалист в области кодирования и передачи мультимедийной информации, член-корреспондент РАН (2016).

## Биография
Родился 19 февраля 1967 года в Москве в семье В. П. Дворковича (1938—2020), специалиста по телевидению и обработке изображений, профессора МГТУ имени Н. Э. Баумана.
В 1990 году окончил факультет молекулярной и химической физики МФТИ и поступил в аспирантуру МФТИ.
В 1993 году защитил кандидатскую диссертацию по специальности «химическая физика, в том числе физика горения и взрыва» на кафедре физики горения и взрыва МФТИ в Институте химической физики РАН, научный руководитель — профессор А. Д. Марголин.
В 2007 году защитил докторскую диссертацию, тема: «Разработка и исследование высокоэффективных систем цифровой обработки динамических изображений и оценки её качества»
В настоящее время[уточнить] — зав. лабораторией в МФТИ, а также профессор Института радиотехники и электроники (подразделения Национального исследовательского университета «Московский энергетический институт»).
В феврале 2016 года — присвоено почётное учёное звание профессора РАН.
В октябре 2016 года избран членом-корреспондентом РАН по
Отделению нанотехнологий и информационных технологий.
С 2017 по 2020 год — директор физтех-школы радиотехники и компьютерных технологий Московского физико-технического института.

## Общественная позиция
В феврале 2022 года подписал открытое письмо российских учёных и научных журналистов с осуждением вторжения России на Украину и призывом вывести российские войска с украинской территории.

## Научная деятельность
А. В. Дворкович — автор более 140 научных работ, в том числе 6 монографий и 14 патентов. Работы посвящены кодированию и передаче мультимедийной информации.
Основные научные результаты:
- разработаны и внедрены в созданные видеокодеки алгоритмы компрессии изображений, включая адаптивное квантование, быстрый поиск движения, оптимизированные базисы многополосной вейвлет-декомпозиции;
- синтезированы новые высокоэффективные оконные функции с заданными параметрами, используемые при разработке аудиокодеров и адаптивных антенных решёток;
- разработаны методы цифровой передачи мультимедийной информации, на базе которых создана и стандартизована в РФ превосходящая мировые аналоги система цифрового наземного мультимедийного вещания РАВИС (АудиоВизуальная Информационная Система Реального времени, англ. RAVIS, Real-time AudioVisual Information System); внедрение её опытных зон проводится в четырёх городах России;
- разработаны алгоритмы анализа и измерения параметров цифровых сигналов, с использованием которых созданы измерительные комплексы для аналогового и цифрового ТВ и радиовещания;
- реализованы системы компьютерной видеоконференцсвязи, используемые для спутниковой связи, дистанционного обучения, телемедицины.

Кроме чисто научной работы, А. В. Дворкович преподаёт в МЭИ и МФТИ (направление «Электроника, радиотехника и системы связи»).

## Научно-организационная деятельность
Член оргкомитета ежегодных международных научно-технических конференций «Цифровая обработка сигналов и её применение» и «Инжиниринг и телекоммуникации», в которых, кроме того, является ведущим секции.
Эксперт РФФИ, кластера ИТ Сколково, РАН. Член президиума РНТОРЭС им. Попова. Входит в состав диссоветов МЭИ и МТУСИ. Избран в Координационный совет профессоров РАН.